# Pachyramphus rufus
Pachyramphus rufus е вид птица от семейство Tityridae.

## Разпространение
Видът е разпространен в Бразилия, Венецуела, Гвиана, Еквадор, Колумбия, Панама, Перу, Суринам и Френска Гвиана.